# Ricardo Martínez Matey
Pour les articles homonymes, voir Ricardo Martínez et Martínez.
Ricardo Martínez Matey (né le 23 avril 1964 à Barcelone) est un coureur cycliste espagnol des années 1980-90.

## Biographie
Professionnel durant six années dans l'équipe espagnole Kelme, il s'est classé deuxième du championnat d'Espagne sur route en 1986.

## Palmarès
- 1984
  - Tour de Murcie
  - 2e de la Cursa Ciclista del Llobregat

- 1986
  - 2e du championnat d'Espagne sur route

- 1991
  - Tour de la Ribera
  - Tour de Carthagène

## Résultats sur les grands tours

### Tour de France
1 participation
- 1988 : hors délais (16e étape)

### Tour d'Espagne
3 participations 
- 1986 : 90e
- 1989 : 122e
- 1990 : abandon (14e étape)